# سیراکایا (کاهتا)
سیراکایا (به ترکی استانبولی: Sırakaya) (به کردی: Kakşîr) یک منطقهٔ مسکونی کردنشین در ترکیه است که در کاهتا واقع شده‌است.